# 马丁·彭茨
马丁·彭茨（捷克語：Martin Penc，1957年5月21日—），捷克男子自行车运动员。他曾代表捷克斯洛伐克参加1980年夏季奥林匹克运动会自行车比赛，获得男子团体追逐赛铜牌。